# ウィッカン (キャラクター)
ウィッカン （Wiccan）、またはウィリアム・"ビリー"・カプラン＝アルトマン（William "Billy" Kaplan-Altman）は、マーベル・コミックが発行するアメリカン・コミックスに登場する架空のスーパーヒーロー。
このキャラクターの外見は、ソーや、彼の母親であるワンダ・マキシモフ/スカーレット・ウィッチに倣ってあり、母と同様にウィッカンも強力な魔法の数々を有している。
“ヤング・アベンジャーズ”にスカウトされたウィッカンのストーリーには、彼と仲間のティーン・ヒーロートーマス・シェパード/スピードが実は長い間行方不明だった双子の兄弟であり、ビリー/ウィッカンはマキシモフと彼女の夫ヴィジョンの息子、ウィリアム・マキシモフの生まれ変わりという事実が発覚すると共に、彼ら兄弟の元の母親探し、力の習得、後の夫となるハルクリング皇帝との継続的な関係などが描写された。
ヤング・アベンジャーズの正式なメンバーとして活躍する傍ら、ウィッカンは“Avengers Idea Mechanics”、“ストライクフォース”、“ガーディアンズ・オブ・ザ・ギャラクシー”、“アベンジャーズ”のメンバーとしても活躍している。マーベル・コミックでは著名なゲイとして知られる。

## 発行履歴
ウィッカンは、2005年4月にアラン・ハインバーグとジム・チャンによって創造され、『ヤング・アベンジャーズ』第1号で初登場した。『アベンジャーズ: ディスアセンブルド』において、アベンジャーズが解散した後に結成されたヤング・アベンジャーズにオリジナルメンバー4人のうちの1人として参入した。
当初、ハインバーグはマーベル・コミックが2人のゲイの主人公を書くことを許さないだろうと考えていた。そのため、彼は当初、ビリーの恋の相手であるハルクリングを“キメラ”という女性のシェイプシフターとして登場させ、キメラが自分の本当の姿を男性であると自覚し、ビリーにまだ彼を愛しているかどうかを決断させることを描写するつもりだった。しかし、このストーリーラインを複雑と受け取った編集者トム・ブレヴォートは、単純にウィッカンとハルクリングをゲイにすることを提案した。
シリーズ終了後も、ウィッカンはヤング・アベンジャーズと共に『Young Avengers Presents』や『Dark Reign: Young Avengers』といったミニシリーズ、イベント・コミックのタイアップである『Civil War: Young Avengers/Runaways』、『Secret Invasion: Runaways/Young Avengers』、『Siege: Young Avengers』、その他様々なゲスト出演作品があり、2010年から2012年にかけては、ハインバーグとチャンのオリジナル“ヤング・アベンジャーズ・クリエイティブ・チーム”によって作画された『アベンジャーズ：チルドレンズ・クルセイド』のメインキャストの一人であった。
ウィッカンはキーロン・ギレンとジェイミー・マッケルヴィーによる2013年の『ヤング・アベンジャーズ』シリーズで再びメインキャラクターとなった。
2015年の『All-New All-Different Marvel』再始動の一環として、ウィッカンは『ニューアベンジャーズ』vol.4でメインキャラクターとなった。この間、彼はジェームズ・ロビンソンによる『スカーレット・ウィッチ』シリーズにも短期間のみ登場した。『ニューアベンジャーズ』は、2017年1月にウィッカンとハルクリングが準引退した状態で第18号で終了した。
『Doctor Strange and the Sorcerers Supreme』においては 、“ソーサラー・スプリーム”となった別の未来版のウィッカンがメインキャラクターであった。
2019年7月、ウィッカンは『Unstoppable Wasp』第7号と『War of the Realms:War Scrolls』第2号に登場し、同年末、彼とハルクリングはティニ・ハワード原作の4号ミニシリーズ『Death's Head』で共演した。その直後、ウィッカンはエリック･ブルックス/ブレイド、アンジェラ、ジェシカ・ドリュー/スパイダーウーマン、モニカ・ランボー、ダイモン・ヘルストローム、バッキー・バーンズ/ウィンター・ソルジャーと共に、同じくハワードが2020年8月の第9号まで執筆した『ストライクフォース』のメインキャラクターとなった。
ウィッカンはイベント・コミックのミニシリーズ『Empyre』の名脇役でもあった。
ウィッカンとハルクリングは新たなストーリー・アークの一部としてアル・ユーイングの『ガーディアンズ・オブ・ザ・ギャラクシー』シリーズに参加し、2021年4月に本作の第13号からガーディアンズに加わった。

## キャラクター経歴

### ウィリアム・マキシモフ
ウィリアム・マキシモフは、トーマス ・マキシモフと共にアベンジャーズのメンバーであるワンダ・マキシモフ/スカーレット・ウィッチとヴィジョンの間に生まれた双子である。ワンダの妊娠と出産は、彼女が一時的に大いな魔力を利用した結果であり、それによってワンダは自分自身に家族の願いを叶えることができた。その後、双子は魔王メフィストの手下であるマーティン・プレストン/マスター・パンデモニウムに連れ去られた。ワンダはいくつかに分割されて飛び散ったメフィストのエッセンスのうちの2つをうっかり使って双子に命を与えたが、メフィストはその後、少年ウィリアムとトーマスのエネルギーを再吸収し彼らの存在を消したと思われた。これらの出来事の後、ワンダとヴィジョンは結婚生活に終止符を打つ。
『アベンジャーズ: ディスアセンブルド』において双子は、ワンダが常に持っていた現実を歪める力によって生み出されたことが示唆されたが、実はこれは誤りであることが『The Children's Crusade』で証明され、ワンダは 『アベンジャーズ: ディスアセンブルド』の間、ドクター・ドゥームが彼女に“ライフフォース”と呼ばれる源の神秘的なエネルギーを利用させたことで一時的に現実を歪める力を持っていただけであることが明らかにされた。同じ物語で、ウィリアムとトーマスはメフィストに取り戻されたのではなく、「連れ去られた“失われた魂” 」であると言及されており、後にワンダは、メフィストが自身の目的を推進するためにしばしば嘘をついてきたように、双子の出自と性質について嘘をついていた可能性を考慮する。
しかしワンダとヴィジョンが結婚する数年前に、双子はビリー・カプランとトーマス・シェパード（後にスピードと呼ばれるヒーロー）という、髪の色を除いては身体的には同じだが、別々の家庭に生まれた2人の少年として生まれ変わる。

### ビリー・カプラン
ウィリアム・"ビリー"・カプランは、心臓専門医のジェフ・カプランと心理学者のレベッカ・カプランとの間に生まれた3人兄弟の長男である。学校でいじめられっ子のビリーは、スーパーヒーロー、特に“アベンジャーズ”を尊敬しており、彼は“アベンジャーズ・マンション”の門の外で慰めを見出している。ある日、いじめっ子たちとの戦いで怪我をしたビリーはワンダに出会い、次にいじめられたら立ち向かえと励まされながら、頭を触られ癒される。
数週間後、ビリーはいじめられている別の子供を守るために行動し、自らの魔法の力を初めて発揮し、いじめっ子を殺しそうになった。その後、彼はパワーの練習を始め、稲妻の発生や空中飛行、呪文の詠唱までできるようになった。
数年後、ドゥームの影響と一時的に増大したパワーに圧倒されたワンダはアベンジャーズを攻撃し、ヴィジョンとアベンジャーズ・マンションを破壊してしまった。ワンダを制圧した後、彼女が別の影響下にあるとは知らず、アベンジャーズは解散した。

### ヤング・アベンジャーズ
ヴィジョンは破壊される前に、超人的な能力とアベンジャーズに何らかのつながりを持つ若者たちをリクルートするプロトコルを作成した。これに選ばれたうちの一人がビリーであり、ヴィジョンたちは彼の力がワンダと似ていることを知った。征服者カーンの若く堕落していないバージョンであるアイアンラッドがカーン打倒のために結成したヤング・アベンジャーズに加入したビリー、当初コードネームアスガーディアンを名乗った。チームの最初の冒険の際にビリーは、チームメイトのテディ・アルトマン/ハルクリングと親密な仲となる。
その後アイアンラッドは姿を消すが、彼の脳波パターンがアーマーとともに使用され、ティーンエイジャーに似ていて独自の個性を持つ新しいバージョンのヴィジョンが造られた。チームの最初の冒険の後、ビリーはコードネームをウィッカンに変えることを決め、ヤング・アベンジャーズの一員としてスーパーヒーロー活動を続けるつつテディと真剣に付き合い始めた。その一方でビリーは、テディの母親が持っていた「セルフ・ヘルプ・ブック」を使い始めた。

### ウィッカン & スピード
スカーレット・ウィッチことワンダ・マキシモフが最も好きなアベンジャーだと語り、彼女と力がリンクしていることが暗示されているビリーは、トミーと一緒に“ジェノーシャ”と“ワンダゴア”を通ってスカーレット・ウィッチを探す冒険に出かけた。最終的にワンダとヴィジョンのかつての住居でパンデモニウムに遭遇したビリーたちは、パンデモニウムからメフィストとスカーレット・ウィッチに関する彼らの歴史の詳細を聞かされ、彼らが探す歴史は「闇と混沌」に満ちており、現在の自分を受け入れるべきだと忠告された。

### シビル・ウォー
『シビル・ウォー』の最中、ビリーとトミーはワンダの捜索を計画する。そんな中“S.H.I.E.L.D.”は、ヤング・アベンジャーズを逮捕するが、サム・ウィルソン/ファルコンとスティーブ・ロジャース/キャプテン・アメリカが囚人を移送するS.H.I.E.L.D.のバスを妨害し、ビリーがチームをテレポートさせてレジスタンス・ファイターズの拠点に移動させた。
紛争から逃れようとした“ランナウェイズ”がかろうじて政府軍から逃れたというニュースを聞いたヤング・アベンジャーズは、ロジャースが拒否したにもかかわらずランナウェイズを助けることを決めると、ビリーは魔法を使ってランナウェイズの居場所を突き止め、テレポートした。しかし、ランナウェイズはヤング・アベンジャーズが自分たちを捕まえに来たと思い込み、イーライ・ブラッドリー/パトリオットが敵対行為を止めるようニコ・ミノルを説得するまで、戦いが続いてしまった。その後、2つのチームはノー＝ヴァーの襲撃を受け、ビリー、カロリーナ・ディーン、テディを捕らえ、暴走したザヴィンを（ほぼ）殺害。若いヒーローたちは捕虜となり、彼らの監視官は意識不明のテディに生体解剖を行う。少年たちはザヴィンによって救出されるが、その“スクラル”の生理学によって彼はノー＝ヴァーの攻撃から回復することができた。彼はウォーデンを殺そうとするが、テディに止められる。
ビリーはシビル・ウォーの最初の大きな戦いにシークレット・アベンジャーズとして参加し、最初の2人の犠牲者の一人だった。トニー・スターク/アイアンマン とピーター・パーカー/スパイダーマンが待ち伏せからの脱出を防ぐためにはテレポーテーション能力を持つ2人の反乱軍を無力化する必要があることに気づくと、ビリーとクロークは麻酔弾で撃たれ、意識を失うった。彼の最も若い信奉者2人に対するこの攻撃はロジャースを激怒させ、激しい戦いが続き、その果てにビル・フォスター/ゴライアスはラグナロクの手にかかって横たわる。反登録派のほとんどは脱出するが、ビリーは取り残され、登録派に捕らえられた。
だが最終的に、ロジャース率いる他の反登録派のヒーローたちの襲撃と、その中の変身能力を活かしたテディによって、投獄されたビリーは大勢の囚人たちと独房から解放された。

### スクラル・インベージョン
スクラルによる地球侵略の際にビリーは、他のヤング・アベンジャーズとともに、再びランナウェイズとチームを組んだ。

### ダーク・レイン & シージ
ビリーはクトーンによって引き起こされた超自然的な混乱の波に対応するため、ヤング・アベンジャーズをアベンジャーズ・マンションに集めるが、到着が遅すぎたヴィジョン（ジョナス）とキャシー・ラング/スタチュアを除いて、チームはクトーンの魔法によって石に変えられてしまった。
先代“ソーサラー・スプリーム”であるスティーヴン・ストレンジ/ドクター・ストレンジが、新たなソーサラー・スプリームの座に立候補する可能性とその能力について話し合おうと訪れてくると、ビリーはパーカー・ロビンス/フードに魔法戦を仕掛けられたストレンジから逃げるよう進言されるが、それに反して彼を助け、それからビリーとストレンジは助力を求めて“ニューアベンジャーズ”のもとにテレポートした。
『Siege of Asgard』においてビリーたちヤング・アベンジャーズは、ノーマン・オズボーンの政権打倒とアスガルド防衛を目的としたロジャースの招集に応えた。アスガルド神話を愛するビリーはこの戦いに参戦し、テディとともにアスガルド崩壊後に玉座の間を略奪していた“レッキング・クルー”を倒した。テディの心配をよそに、ビリーは稲妻を生み出す恐るべきパワーを発揮し、ヴィランたちを打倒した。

### チルドレンズ・クルセイド
核武装した“サンズ・オブ・サーペント”とヤング・アベンジャーズの戦いの最中、ビリーはテロリストのグループ全員を昏睡させたが、力を制御できなくなる。アベンジャーズはビリーがワンダ/スカーレット・ウィッチと同じように力を制御できなくなった場合、大規模な破壊を引き起こす可能性があることを懸念し、ビリーの能力を完全に調べたいと述べ、彼を基地に連れて行く。その過程でアベンジャーズは、ワンダが双子の息子を失って正気を失い、チームメイトの何人かを殺し、現実のすべてを“ハウス・オブ・M”に変え、何百万ものミュータントの死の遠因を生んだことをヤング・アベンジャーズに明かした。ビリーは自分とトミーが、本当にワンダの息子たちの魂が乗り移ったものであり、彼女が意図的にそれらの出来事の背後にいたのではない可能性があるという考えを繰り返した。たがワンダに不信感を抱いたアベンジャーズと彼の友人たちが自分の力にも不審感を抱いていると見たビリーは暴れ出し、その後テディとロジャースに観察されることになる。しかしヤング・アベンジャーズは、ワンダに失った息子たちが健在かもしれないと示すことで、彼女の狂気が治り、彼女が与えたダメージを元に戻せるかもしれないと信じ、ビリーにワンダを探すよう促し、彼らを脱走させることに決めた。特にキャシーは、ワンダの居場所を突き止めて治療することが、彼女の父を復活させるチャンスを意味するかもしれないと期待し、到着したマックス・アイゼンハート/マグニートーにも、ビリーとトミーとの繋がり（祖父と孫）を知ってもらいたいと述べた。
しかしアベンジャーズがその会話を仲裁し、マグニートーとヤング・アベンジャーズとの戦いが発生してしまう。ビリーはローガン/ウルヴァリンの攻撃を受け、キャロル・ダンバース/ミズ・マーベルにこれは勝てない戦いだと説得される。ビリーはその後、アベンジャーズとマグニートーをスカーレット・ウィッチの生まれ故郷であるワンダゴアにテレポートさせ、アベンジャーズを置き去りにし、イーライからビリーに怒りをぶつけられるが、ケイト・ビショップ/ホークアイが仲裁に入り、一緒にワンダを探すことになった。道中で各々の思いを吐き出した一行は遂にワンダの母マグダの墓にたどり着き、マグニートーからワンダとピエトロ・マキシモフ/クイックシルバーの姉弟の誕生を聞かされたビリーは、魔法を使いワンダが町にいるのを見つけた。トミーは調査に向かうとピエトロに出くわし、マグニートーを脅したピエトロにビリーは拉致された。しかしトミーはピエトロに追いつき、ビリーはずっと抱えられながらトミーとピエトロはレースに巻き込まれた。やがてピエトロは、ビリーに姉を探すのを手伝ってもらうには、父であるマグニートーを殺すしかないと決意すると、駆け戻った町でマグニートーと争い、その過程でピエトロは現れたワンダを刺したように見えたが、そのワンダは“ドゥームボット”であり、ドクター・ドゥームがワンダ本人を捕らえていることが判明した。
その夜、マグニートーとピエトロを含む全員が、ワンダを取り戻すために“ラトベリア”に侵攻することについて議論し、就寝した中、ビリーは密かにグループを離れ、ラトベリアにテレポートする呪文を唱えるが、ピエトロに妨害され、そこへ到着したテディたちヤング・アベンジャーズにもビリーは叱責された。一方、アベンジャーズはワンダとビリーを見つけるためにサイモン・ウィリアムズ/ワンダーマンと会っていたが、彼には自分でワンダを探しに行き、彼女を連れ戻す手助けをすることを決めたと拒否されていた。その夜遅くトランシアで、ビリーはテディのために愛を伝えるメモを書き、一人でラトベリアに向かったことを詫びる。そしてビリーはドゥームの城にテレポートし、ワンダに変装してドゥームに近づこうと試みたが、記憶喪失のワンダに襲われてしまう。自分が彼女の息子であることを打ち明けずに助けに来たとワンダに伝えるものの、彼女から結婚を控えているのでその必要はないと返され、続いてやってきたドゥームからはワンダが結婚する相手は自分だと告げられ、攻撃される。
ビリーはワンダにスカーレット・ウィッチとしての前世を話そうとするが、話し終える前にドゥームに気絶させられた。だがその後、ワンダからドゥームと結婚する前にスカーレット・ウィッチのことをすべて話してほしいと頼まれた。一方、マグニートーとヤング・アベンジャーズは、ビリーを取り戻すためにドゥームの城に侵入する計画を立てるが、それを阻止しようとするサイモンやアベンジャーズとの争いとなっていた。
やがて記憶と力を取り戻したワンダにビリーは、魔法を使って自分たちが本当に母子なのかどうかを判断してほしいと頼む。そして2人は母子として分かり合い、ワンダは自分がもたらした害を元に戻し、ミュータントを復活させようと決意した。
しかし、“X-メン”まで介入し、アベンジャーズが到着すると、両チームの乱闘に発展。ビリーはドゥームを助けることを決め、ワンダはミュータントに力を取り戻す呪文を唱えるが、ドゥームを信用できないイーライの攻撃でドゥームがワンダの現実改変能力を手に入れてしまった。そこからドゥームと多数のヒーローたちとの大乱戦に発展した結果、キャシーが生命を落としたことと引き換えに、ビリーはワンダと共にドゥームからパワーを奪うことに成功し、ドゥームを撤退させた。ワンダは自分探しのために去り、X-MENはユートピアに戻り、ヤング・アベンジャーズは解散を決める。ビリーは起こったことすべてについて自分を責め、うつ病に陥ってしまうが、テディからのプロポーズを受け、2人はケイトとトミーとともにロジャースによって、本格的にアベンジャーズの一員となった。
『チルドレンズ・クルセイド：ヤング・アベンジャーズ』のワンショット版では、ドクター・ストレンジのコスチュームを着ているビリーが登場するシーンが描写され、そのことから彼が未来でソーサラー・スプリームのマントを手に入れたことを暗示している。

## パワー・スキル
ウィッカンであるビリーは、魔法のエネルギーを操ることができ、それによって現実を自在に変化させたり歪められる。ソーに倣い、ビリーは飛行と雷を使った呪文のほか、意思集中することで、任意の存在の追跡や位置の特定、幻影による変装、力場の破壊、爆風、エンチャント、幽体離脱、念動力ビームなど、さまざまな技を繰り出すことができる。
呪文は対象自身が耳で聞いていなけれは成功しないが、ビリーの呪文の中には言葉がなくても発動できるものもある。更に稲妻やフォース・フィールドの発生、自身と他者を同時にテレポートさせることもできる。
このことはヴィジョンから、 「ビリーは地球上で最も強力な魔術師の一人」と評され、“ソーサラー・スプリーム”の称号を得るための数多くの候補者の一人にもなった。

## その他のバージョン

### 『Avengers Fairy Tales』
『Avengers Fairy Tales』におけるビリーは、『不思議の国のアリス』の三月ウサギとして登場する。

### 『Exiles: Days of Then And Now』
アニヒラスが宇宙に追放されたハルクを発見して殺し、“アナイアレーション・ウェーブ”を地球に来襲させた後の物語におけるビリーは、残された数少ない超人ヒーローの一人にして、クエンティン・クワイアの“エグザイルズ”のメンバーとして登場する。

### 『The Last Avengers Story』
『The Last Avengers Story』で、ビリーとトミーはヴィジョンとワンダの子どもとして成長したが、ビリーは幼い頃、叔父のピエトロがワンダを誤って死なせてしまうのを目撃した。彼女の死によってビリーはグリム・リーパーを自称するヴィランとなった。彼とトミーはホログラムを介して交信し、トミーから兄弟と戦うことを恐れているからヴィランをやめるよう懇願されたが、やがてビリーはカーンやウルトロン59と手を組み、アベンジャーズとの最終決戦に臨んだ。兄と父に復讐したいという願望を口にしていたビリーは、ヴィジョンがウルトロンを破壊するまでトミーと戦いを繰り広げていた。 瀕死のヴィジョンは、ワンダが殺された時のように人類を見捨てないようビリーに懇願したが、アベンジャーズの勝利後、ビリーがどうなったかは不明である。

### 『Battle of the Atom』
『Battle of the Atom』では、ビリーは地球のソーサラー・スプリームとして、また未来のX-MENのメンバーとして登場する。

### 『ハウス・オブ・M』
『ハウス・オブ・M』では、ビリーはトミーと共にワンダ・マグナスの双子の息子として登場する。

## MCU版
『マーベル・シネマティック・ユニバース』（MCU）では、主にジョー・ロックがビリー・マキシモフ（Billy Maximoff）を演じる。日本語吹替は下記を参照。
本項では、“アース616”（正史の宇宙）におけるビリーを主軸として表記する。

### キャラクター像
“ヘックス”に取り巻かれた“ウエストビュー”内においてワンダ・マキシモフ/スカーレット・ウィッチとヴィジョン（カオス・マジック）の間に生まれた双子の次男。その名の由来は、ヴィジョンのアイデアにより、ウィリアム・シェイクスピアに因んでいる。やや控えめな男の子で、第四の壁を破るような言動もとり、双子の兄のトミー・マキシモフと時に兄弟喧嘩を繰り広げ、アグネス（アガサ・ハークネス）に操られて来訪した偽のピエトロ・マキシモフ（ラルフ・ボーナー）の影響もあってわんぱく盛りな行いも多々披露することもあるが、一大事の際には兄や両親を気遣うほど家族思いな姿も見せる。
ヘックスに取り巻かれていた頃のウエストビューの状況にある程度適応したものの、その実態は父や兄と同様に、“カオス・マジック”で創造された生命体であり、このことからヘックスの内部でしか存在を保つことができず、ヘックス自体が消失したりすると苦しみながら分解し、その存在自体が消え去ってしまうという致命的な難点を有している。
ドラマ『アガサ・オール・アロング』第6話「使い魔たずさえ」で正式にウィリアム・カプランであることが語られた。

### ビリー・マキシモフ（アース838）
“アース838”におけるビリー。外見や性格は正史のトミーとほぼ同等で、兄のトミーと同様に自作のアイスクリームの歌を母のワンダに聞かせるほどアイスクリームが好物だが、カオス・マジックのようなワンダの魔法で生み出されたという描写はなく、後述の特殊能力も有していない様子である。

### 能力
生まれて間もない頃から、自分の年齢を自身の意思で操作し、赤ん坊からあっという間に5歳児に、そして自宅に連れ込んだ仔犬を飼いたいと両親にねだった時に10歳児へと急成長してしまった。
ハロウィンの頃から透視や読心能力・念動力など、母と同等の超能力を行使できるようになる。

### 各作品における描写
『ワンダヴィジョン』第3〜9話
演 - バイレン・ビエリッツ（5歳時）、ジュリアン・ヒルヤード（10歳時） | 日本語吹替 - 松本惣己
本作でMCU初登場。ワンダの妊娠から僅か2日後に誕生し、ビリーと共に10歳児になると、拾ってきた仔犬を“スパーキー”と名付けて飼えるようになったのも束の間、 死別する事態に直面してしまい、そこからまた自分たちの年齢を上げかけるも、両親に止められた。後日のハロウィンの日には、コスプレも披露し、ヴィジョンが消滅寸前に追いやられていた際には、透視能力でそれを察してトミーとワンダに知らせた。
その翌日には、ハロウィンでの一件で錯乱気味のワンダの代わりに子守を引き受けたアグネスのもとに身を置くが、トミーと共に捕まってしまう。しかしワンダに救われ、一度は隠れるよう促されて自宅に退避するも、自分たちも敵に立ち向かう両親に加勢することを決意。一時はヘックスが開かれたことで消滅しかけるが、両親のもとに駆け付け、トミーとの連携で“S.W.O.R.D.”の兵隊の武装を解除する活躍を見せた。そして両親が勝利すると、親子4人で帰宅。ワンダとヴィジョン（カオス・マジック）から愛を伝えられて眠るも、ウエストビューを元に戻すことを決めたワンダによってヘックスが自宅に到達したことで消滅する。
だが後日、隠遁生活を送りながら魔法の修行に励むワンダの耳元には、ビリーとトミーからの助けを呼ぶ声が響いていた。
『ドクター・ストレンジ/マルチバース・オブ・マッドネス』
演 - ジュリアン・ヒルヤード | 日本語吹替 - 宮岸泰成
本作ではアース838のビリーが登場。ワンダやトミーと共に自宅で平穏に暮らしている。
『アガサ・オール・アロング』
演 - ジョー・ロック | 日本語吹替 - 観世智顕
第1話より少年役として登場していたが、第5話終盤でアガサに「あんたは母親にそっくり」とビリーであることを示唆され、原作でのウィッカンの特徴的な王冠を着けた姿が披露された。
そして第6話「使い魔たずさえ」で正式に少年がウィリアム・カプラン/ビリー・マキシモフであることが語られた。

## その他のメディア

### ビデオゲーム
- 『Ultimate Marvel vs. Capcom 3』：ドクター・ストレンジのエンディングにカメオ出演する形で登場した[40]。
- 『Marvel Heroes』：ビリー/ウィッカンがスカーレット・ウィッチとして登場し、カイル・エベールが声をあてた。
- 『Lego Marvel's Avengers』、『 Marvel Avengers Academy』、『LEGO マーベル スーパー・ヒーローズ 2 ザ・ゲーム』：アンロックプレイヤーキャラクターとして登場。『Lego Marvel's Avengers』ではJ. P.・カーリアックが声をあてた[41][42]。